# ピピンアットマーク
ピピンアットマーク（Pippin atmark、Pippin @.）とは、バンダイ・デジタル・エンタテイメントがApple Computer（現：Apple）と共同開発したMacintosh互換のマルチメディア機。名前の「ピピン」はリンゴの一品種からとられている。

## 概要
Classic Mac OS（7.5.x）と互換性を持つpippinOSとCD-ROMドライブを搭載し、ピピンアットマーク用ゲームの他にMacintosh用ゲームも遊べる。ハードディスクは有さず、代わりにフラッシュメモリを記憶装置として搭載していた。また、標準でモデムを搭載し、ダイヤルアップ接続でインターネットに接続できていた。
1996年3月28日から日本にて、同年9月1日からアメリカにてそれぞれ発売された。このうち、アメリカではpippin@WORLD（ピピンアットワールド）という名称で販売されている。
しかし、後述するように様々な理由で成功せず、莫大な損失を生み出して商業的には大失敗に終わった。当時は販売不振とされる家庭用ゲーム機でも数十万台から数百万台以上を販売していたが、ピピンアットマークは50万台を製造してわずか4万2千台しか販売できず、「世界で最も売れなかったゲーム機」とされている。

## 歴史

### 販売
本製品は、1996年3月28日から日本にて、同年9月1日からアメリカ合衆国にてそれぞれ販売された。当初は電話注文か、加盟店での販売のみで、1996年6月15日からはモデムを別売りにした廉価版が、各種周辺機器と同時に一般店舗で販売された。
本製品は家電量販店での販売を想定していたにもかかわらず、家電業界の商習慣に反してリベートを一切支払わないという条件が立てられた。本製品の販売部門の課長に就任した川口勝は、家電製品の営業実績がなかったこともあって困惑したものの、Appleのブランド力をもって交渉を推し進めるしかなかった。
また、量販店による値引き販売を防ぐため、バンダイ側が一括で在庫を管理し、店側には発注書を渡した上で、客がバンダイに送った発注書の数に応じて手数料がバンダイに支払われるという仕組みが作られた。この仕組みは、Apple側の担当者である原田泳幸により、デジタル・ディストリビュート・システムと名付けられた。
さらに、漫画雑誌『月刊少年ギャグ王』にて大々的な販売告知キャンペーンがおこなわれた。

### 反響と失敗
発売前の千人枠のモニターに10万4千人が応募したものの、実際に店頭で発注書を手に取った客は少なかった。コンセプトが当時のゲーム機の領域を超えたため、小売店の理解を思ったほど得られなかった。累計の損失額は約260億円となった。本製品の開発責任者である鵜之澤伸はUniteTokyo2019のセッションにて、損失額が268億円であると発言している。
1998年3月13日付で事業担当子会社（BDE：バンダイ・デジタル・エンタテインメント）を解散し、予定していた次世代機も出ないまま事実上撤退した。最終的に全世界で4万2千台を出荷したという。そういったことから、後年にはバンダイの黒歴史の1つとしても挙げられている。
失敗の主な原因として、下記のような点が挙げられている。
- インターネット接続によるマルチメディア機能の将来像や、具体的なユーザーの利益がまったく提示できなかったこと。
- 49,800円と価格が高価過ぎたこと[3][9]。
- Appleの無理解。
- 当初同時期のMacintosh用CD-ROMのソフトウェアとの互換性を掲げていたが実現できず、専用ソフトの発売も少数となり、本体を牽引する人気作品が登場しなかったこと。
- ブラウン管モニターは解像度が低く、提供しようとしていた年賀状アプリなどがまったく視認できなかったこと。

1990年代前半の開発された当時としては先進的なオンラインコミュニティーやボイスチャット機能の開発も行われていた。しかし、日本国内ではダイヤルQ2によるツーショットダイヤルが社会問題化していたことから、「（子供向けの製品が主力の）バンダイの製品がアダルト系サービスに利用されかねない」と危惧した当時の社長・山科誠の判断により、それらの機能は開発中止となっている。バンダイによるユーザーサポートは、2002年12月31日まで続けられていた。
Appleの代表的な失敗例として、Newtonと共にピピンアットマークの名前が取り上げられることがある。しかしApple自体は、ゲーム開発やネットワークのインフラ提供、バンダイDEの販売戦略などに関わっていたわけではない。
撤退後、ピピンのネットワーク機能のために用意された数百台ものサーバー機器は、バンダイで携帯向けコンテンツの提供のために転用され、新会社「バンダイネットワークス」が立ち上げられ、結果的にバンダイに大きな利益をもたらしたという。

## インターネット接続サービス
- バンダイ・デジタル・エンタテインメント運営の「アットマークチャネル」に入会することで、ピピンアットマークを使用してインターネット、各通信サービスの利用が可能であった。
- 基本料金：2,000円（ただし、1月間に10時間以上利用した以降は1分毎に10円の超過料金が掛かる。また、最寄りのアクセスポイントまでの電話料金は別途必要）
- キャプテンシステムへも接続できた。

## ハードウェア仕様
マルチメディアアーキテクチャ、Pippinに準じた設計になっている。また、アメリカで販売されたバージョンは本体とコントローラーの色がダークグレーとなっているほか、パッケージも非常に簡素なものとなっている。
- CPU：PowerPC603 66MHz

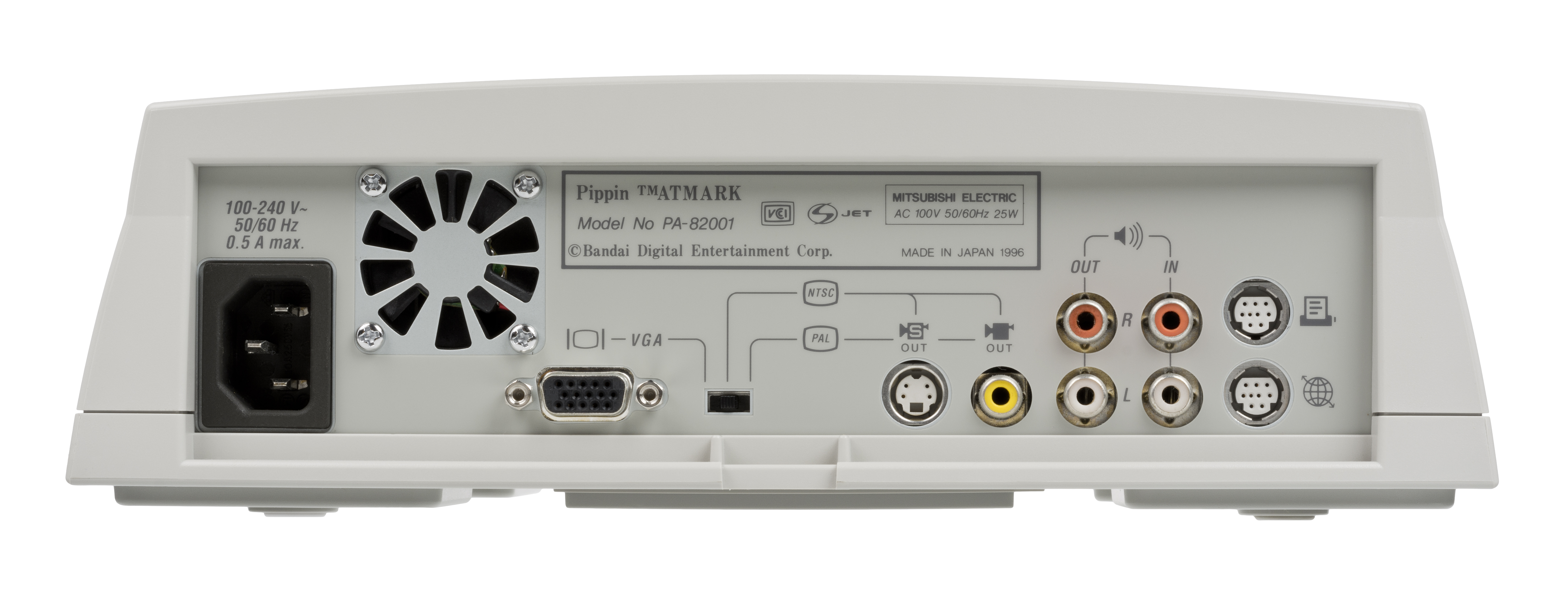
本体背面

- RAM：6MB（最大13MBまで拡張可能・1MBはビデオ表示（VRAM）に使用）
- CD-ROMドライブ：4倍速
- 出力：VGA、NTSC、PAL
- モデム：14,400bps
- ROM：4MB
- RAMスロット：1基
- 拡張スロット：PCI準拠スロット、メモリー拡張スロット
- インターフェイス：VGA出力、S映像出力、ビデオ出力、ステレオサウンド入出力（L/R）、プリンターポート、モデムポート（GeoPort）、ステレオPHONE端子、P-ADB端子
- 映像サイズ：640×480ドット（最大3万2768色）
- サウンド：16ビットステレオ入出力
- サイズ：H89×W228×D257（mm）
- 重さ：約3.5kg

特別ネットワークセット\64,800（税別）
本体、付属コントローラー、専用モデム、Pippin用CD-ROMソフト4本
ピピン＠アットマークセット\49,800（税別）
本体、付属コントローラー、Pippin用CD-ROM（テレビワークス、PEASE）

## 周辺機器

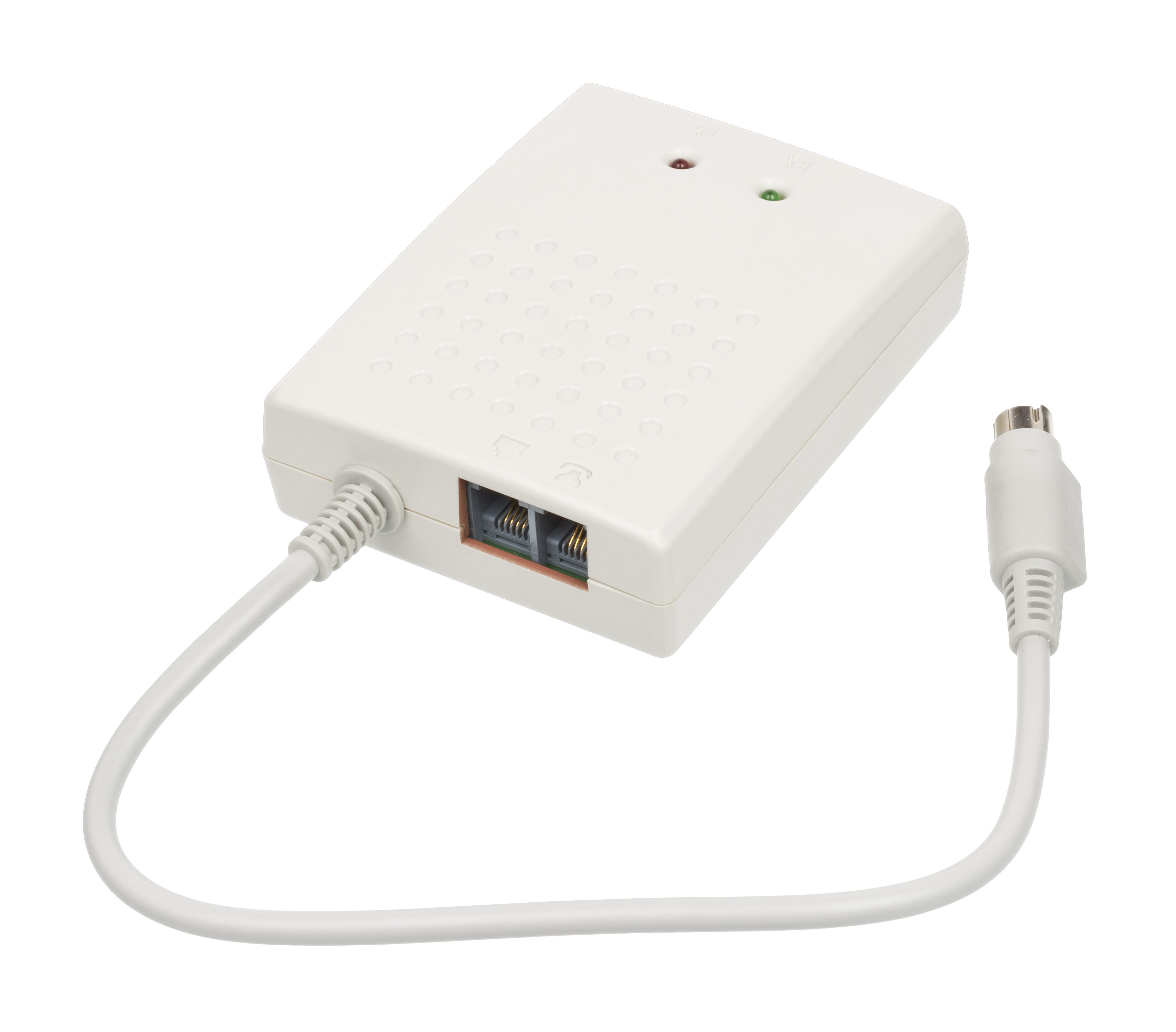
ATMARKモデム

- ATMARKモデム（\12,800）：データ転送速度　14,400bps（サイズ：H26×W71×D91/重さ：約0.3kg）
  - GeoPortを利用する外付けモデム。後期モデル（PiPPiN@WORLD MODEM含む）は、33,600bps[12]。
- ATMARKキーボード（\9,800）：A6サイズのタブレット付き専用ボード（サイズ：H24×W270×D330/重さ：約1.1kg）
- ATMARKフロッピーユニット（\12,000）：1.44MB高密度FDD内蔵（サイズ：H45×W271×D280/重さ：約2.0kg）
- ATMARKコントローラ（\5,800）：追加コントローラー（サイズ：H51×W157×D95/重さ：約0.3kg）
- ATMARKワイヤレスコントローラ（\11,800）赤外線によるもの[12]
- ATMARKアダプタ
  - ATMARKアダプタA（\2,000）：ATMARK→ADB
  - ATMARKアダプタB（\2,000）：ADB→ATMARK
    - ADB規格対応のキーボードやマウス等が相互接続可能な変換アダプタ
- ATMARKメモリーカード：拡張容量2MB（\11,800）/4MB（\?）/8MB（\21,800）（サイズ：H6×W51×D51/重さ：0.1kg）
- DOCKING TURBO（\49,800）オリンパス製230Mバイト/128Mバイト対応3.5インチMOドライブ[13]
- 対応プリンタ：Apple Color StyleWriter 1500, 2200, 2400, 2500 Apple StyleWriter II, 1200
  - 作成したテキストやイラストをプリントアウト可能。

## 対応ソフト
- たまごっち CD-ROM Pippin/Macintosh版（育成シミュレーション）
- Racing Days for Pippin（レーシング）
- GUNDAM VIRTUAL MODELER LIGHT（デジタルホビー）
- GUNDAM TACTICS MOBILITY FLEET0079（シミュレーション）
- GUNDAM 0079 THE WAR FOR EARTH（シミュレーション）
- 機動戦士ガンダム 第13独立部隊 ホワイトベース（シミュレーション）
- SDガンダム外伝（カードバトルゲーム）
- ジオン軍ミリタリーファイル（デジタルホビー）
- SDガンダム ウォーズ（シミュレーション）
- 森高千里CD-ROM  渡良瀬橋（音楽）
- EGWORD PURE for Pippin（実用）
- Tunin'Glue（音楽）
- アニメデザイナードラゴンボールZ（エンタテインメント）
- Victorian Park（エンタテインメント）
- AI将棋（エンタテインメント）
- ごきげんママのおまかせダイアリー（実用）
- SeesawC1（エデュテインメント）
- LULU（エンタテインメント）
- アンパンマンとあそぼう!1（エンタテイメント）
- アンパンマンとあそぼう!2（エンタテイメント）
- アンパンマンのあいうえお～ん（エンタテイメント）
- ウルトラマン デジタルボードゲーム
- ウルトラマンクイズ王（キング）

ほか